# Fuori dal mondo
Fuori dal mondo è un film del 1999 diretto da Giuseppe Piccioni.

## Trama
Caterina, una suora in procinto di prendere i voti perpetui, si ritrova tra le braccia un neonato abbandonato al Parco Sempione di Milano avvolto in un maglione con l'etichetta di una lavanderia. Tentando di scoprire l'identità della madre del piccolo, Caterina conosce Ernesto, il solitario e introverso proprietario della lavanderia dove per qualche tempo ha lavorato una giovane donna di nome Teresa con cui Ernesto ha avuto un rapporto.
La suora ed Ernesto andranno quindi alla ricerca di Teresa, che nel frattempo è tornata da un suo ex compagno. Il piccolo abbandonato sarà alla fine adottato perché Teresa, probabilmente spinta dalla vergogna e dal senso di colpa, si sente incapace di accettare il bambino avuto da Gianfranco, compagno di sua madre.
Mentre Caterina dovrà confrontarsi con il lacerante desiderio di essere madre, Ernesto, deluso dalla speranza di essere lui il padre del neonato che avrebbe dato un senso alla sua vita, dovrà fare i conti con l'impossibilità di vivere con Caterina, con la quale era nato un reciproco rapporto affettuoso. Entrambi compiranno un viaggio interiore e di conoscenza fuori dal mondo abituale in cui vivono e in cui, con serena rassegnazione e pacato rimpianto, saranno costretti dalla fatalità della vita a tornare.

## Commento al film
In una Milano protagonista, straniata nella fotografia di Luca Bigazzi, tre persone, a partire dal ritrovamento di un neonato abbandonato, penetrano un "altrove " dalle rassicuranti certezze su cui hanno costruito le proprie esistenze: il lavoro (Ernesto), la famiglia (Teresa), la vita religiosa (suor Caterina).
Giuseppe Piccioni, al suo quinto film, affianca in modo discreto, rispettoso, queste derive individuali, introducendo di soppiatto, quasi casualmente, sorridenti foto di gruppo in divisa (il compagno di Teresa coi colleghi di polizia, Ernesto con le dipendenti della lavanderia, Caterina con le sorelle, Teresa con le dipendenti della gelateria in cui lavora).
In questo viaggio angoscioso, alla ricerca di un senso, che resta poi solo come ricca esperienza dell'essere (la vita dei protagonisti esteriormente continuerà ad essere quella di prima) si avvertono echi di Fuori orario di Martin Scorsese. Le musiche di Ludovico Einaudi sottolineano le emozioni, i turbamenti e le rivelazioni di questo percorso.
Il film ha ottenuto cinque David di Donatello: miglior film, migliore sceneggiatura, miglior produttore, migliore attrice (Margherita Buy), miglior montatore. Il film è stato anche candidato dall'Anica a concorrere come Miglior Film in Lingua Straniera agli Oscar nel 2000.

## Riconoscimenti
- 1999 – David di Donatello
  - Miglior film
  - Migliore attrice protagonista a Margherita Buy
  - Migliore sceneggiatura a Giuseppe Piccioni, Gualtiero Rosella e Lucia Zei
  - Miglior produttore a Lionello Cerri
  - Miglior montaggio a Esmeralda Calabria
  - Candidatura Miglior regia a Giuseppe Piccioni
  - Candidatura Migliore attore protagonista a Silvio Orlando
  - Candidatura Miglior colonna sonora a Ludovico Einaudi
  - Candidatura Miglior sonoro a Amedeo Casati
- 2000 – Nastro d'argento
  - 'Candidatura Migliore attrice protagonista a Margherita Buy
- 1999 – Ciak d'oro
  - Migliore attrice non protagonista a Giuliana Lojodice[3]
  - Migliore sceneggiatura a Giuseppe Piccioni, Gualtiero Rosella, Lucia Zei[3]
  - Migliore fotografia a Luca Bigazzi[3]
  - Migliore sonoro in presa diretta a Amedeo Casati[3]
- 1999 – Festival des Films du Monde de Montréal
  - Gran Prix of the Jury
- 1999 – AFI Film Festival Los Angeles
  - Best Film and Audience Award